# فهرست فیلم‌های ایرانی سال ۱۳۸۲
فهرست فیلم‌های ایرانی سال ۱۳۸۲

## فهرست
| عنوان                   | کارگردان          | نویسنده                        | بازیگران |
| ----------------------- | ----------------- | ------------------------------ | --- |
| آخرین گزارش             | مرتضی آتش زمزم    |                                | |
| آزادی سرخ               | حسین قاسمی جامی   |                                | |
| آفتابگردان‌های وحشی      |                   |                                | |
| آقا                     |                   |                                | حدیث فولادوند |
| آن مرد را نکشید         |                   |                                | |
| آیه‌های زمینی            | عباس رافعی        |                                | |
| اسامه                   | صدیق برمک         | صدیق برمک                      | مارینا گلبهاری |
| اشک سرما                | عزیزالله حمیدنژاد |                                | پارسا پیروزفر |
| الهه زیگورات            | رحمان رضایی       | محمدهادی کریمی                 | |
| او                      | رهبر قنبری        |                                | |
| اینجا… آخر دنیا         | شراره یوسفی‌نیا    |                                | الناز شاکردوست |
| اینک انسان              |                   |                                | |
| بابا عزیز               | ناصر خمیر         | ناصر خمیر، تونینو گوئرا        | حسین پناهی، گلشیفته فراهانی |
| باج‌خور                  | فرزاد مؤتمن       | ایرج افشار                     | |
| باد به دستان            | عبدالرضا کاهانی   | عبدالرضا کاهانی                | |
| باران رؤیاها را نمی‌شوید | اصغر یوسفی‌نژاد    |                                | یکتا ناصر |
| بر بوم زمان             |                   |                                | |
| بر بوم زمان             |                   |                                | |
| بر بوم زمان             |                   |                                | |
| برگ برنده               | سیروس الوند       | خشایار الوند                   | |
| بله‌برون                 | داوود موثقی       |                                | جمشید مشایخی، ثریا قاسمی، فتحعلی اویسی، سیروس گرجستانی، محمود بهرامی، محمدرضا امیرصادقی، عاطفه ساداتی                                          |
| بوتیک                   | حمید نعمت‌الله     |                                | محمدرضا گلزار |
| پروانه‌ای در باد         | عباس رافعی        | عباس رافعی                     | فریبرز عرب‌نیا، شقایق فراهانی، مجید مشیری |
| پنج عصر                 | سمیرا مخملباف     | سمیرا مخملباف، محسن مخملباف    | |
| تارا و تب توت فرنگی     | سعید سهیلی        | سعید سهیلی                     | کتایون ریاحی |
| تب                      | رضا کریمی         | رضا کریمی                      | |
| جنایت                   | محمدعلی سجادی     | محمدعلی سجادی                  | |
| جوان ایرانی             | داریوش بابائیان   |                                | |
| چند تار مو              | ایرج کریمی        | ایرج کریمی                     | بهناز جعفری |
| خانه‌ای در شن            |                   |                                | سیاوش تهمورث |
| خداحافظ رفیق            | بهزاد بهزادپور    |                                | کاوه خداشناس |
| خداحافظ رفیق            | بهزاد بهزادپور    |                                | بابک نوری |
| خداحافظ رفیق            | بهزاد بهزادپور    |                                | |
| خداحافظ رفیق            |                   |                                | |
| خواب تلخ                | محسن امیریوسفی    | محسن امیریوسفی                 | |
| خواب خاک                | سپیده فارسی       | سپیده فارسی                    | رؤیا نونهالی |
| داستان ناتمام           | حسن یکتاپناه      |                                | |
| دانه‌های ریز برف         | علی‌رضا امینی      |                                | محسن تنابنده |
| در دامان سرخ کوه        | محمدرضا وطن‌دوست   |                                | |
| دوئل                    | احمدرضا درویش     | احمدرضا درویش                  | سعید راد، پژمان بازغی، پرویز پرستویی، هدیه تهرانی، کامبیز دیرباز                                                                               |
| رعد، یک داستان زنانه    |                   |                                | |
| روایت سه‌گانه            | عبدالحسن برزیده   | حبیب احمدزاده، عبدالحسن برزیده | رضا داوودنژاد، فاطمه معتمدآریا |
| زن سمی                  |                   |                                | |
| ساکنین سرزمین سکوت      | سامان سالور       | سامان سالور                    | |
| سربازهای جمعه           | مسعود کیمیایی     | مسعود کیمیایی                  | |
| سلام                    |                   |                                | علی دهکردی |
| سوگ سایه‌ها              |                   |                                | |
| سیزده گربه روی شیروانی  | علی عبدالعلی‌زاده  |                                | مهناز افشار، مریلا زارعی، محمدرضا شریفی‌نیا، محمدرضا گلزار، حسام نواب صفوی، سیروس گرجستانی، محمود بهرامی، محمود جعفری، نیما فلاح، گوهر خیراندیش |
| سیمای زنی در دوردست     | علی مصفا          | علی مصفا                       | همایون ارشادی |
| شاه خاموش               |                   |                                | علی نصیریان |
| شب کایت‌ها               | حبیب‌الله بهمنی    |                                | |
| شکلات                   | افشین شرکت        | فرید مصطفوی، افشین شرکت        | |
| شکوفه‌های سنگی           | عزیزالله حمیدنژاد |                                | |
| شمعی در باد             |                   |                                | |
| شهر زیبا                | اصغر فرهادی       | اصغر فرهادی                    | ترانه علیدوستی، بابک انصاری، فرامرز قریبیان، آهو خردمند، فرهاد قائمیان                                                                         |
| صبحانه‌ای برای دو نفر    | مهدی صباغ‌زاده     |                                | |
| طوفان سنجاقک            | شهرام مکری        |                                | |
| عاشق مترسک              |                   |                                | |
| عروس افغان              | ابوالقاسم طالبی   | ابوالقاسم طالبی                | حسین یاری |
| عیار ۱۴                 | پرویز شهبازی      | پرویز شهبازی                   | محمدرضا فروتن، کامبیز دیرباز، پوریا پورسرخ، مهشید افشارزاده، مینا ساداتی                                                                       |
| فریاد در شب             |                   |                                | ایرج نوذری |
| قدمگاه                  | محمدمهدی عسگرپور  |                                | |
| قناری                   |                   |                                | |
| کما                     | آرش معیریان       | پیمان معادی                    | امین حیایی |
| کنار رودخانه            | علی‌رضا امینی      |                                | |
| جنگ سلطه                | حجت بقایی         | حجت بقایی،سعیدغفاری            | |
| مزرعه پدری              | رسول ملاقلی‌پور    | رسول ملاقلی‌پور                 | |
| معادله                  | ابراهیم وحیدزاده  |                                | حسین یاری |
| من و نگین دات کام       | حسین قناعت        | حسین قناعت                     | |
| نامه‌ها                  |                   |                                | |
| و باز هم عشق            |                   |                                | |
| وعده دیدار              | جمال شورجه        | علی مؤذنی                      | |
| وقت چیدن گردوها         |                   | فریبرز کامکاری                 | پارسا پیروزفر |
| هم‌نفس                   | مهدی فخیم‌زاده     |                                | رؤیا نونهالی |
| هیام                    | محمد درمنش        |                                | |